# Маркантонио Бентегоди (стадион)
«Марканто́нио Бентего́ди» — футбольный стадион в Вероне, Италия. В настоящее время - домашняя арена футбольного клуба «Эллас Верона». До 2021 года здесь также проводила матчи ещё одна команда из Вероны — «Кьево». Его вместимость составляет 39 211 человек.
Стадион является местом проведения домашних матчей футбольного клуба «Эллас Верона». Здесь также проходили матчи женской Лиги чемпионов «Бардолино Верона», некоторые матчи молодежных команд, матчи по регби, легкоатлетические соревнования и музыкальные концерты.
Стадион назван в честь исторического благотворителя веронского спорта Маркантонио Бентегоди.

## Основные факты
На стадионе "Маркантонио Бентегоди" футбольный клуб «Эллас Верона» в 1984/85 году выиграл свой первый титул чемпиона Серии А. Построен в 1963 году, обновлен в 1989 году.
Для чемпионата мира 1990 года в Италии, стадион был обновлен и подвергся капитальному ремонту, в ходе которого был совершен ряд изменений: была построена крыша стадиона, закрывающая все секторы, улучшена видимость, проведены линии общественного транспорта.
В 2009 году была установлена фотогальваническая крыша, благодаря которой стадион обеспечивается электроэнергией.
Стадион претендовал на участие в итальянской заявке на проведение чемпионата Европы 2016 года, который затем был присужден Франции.

## Проект реконструкции
2 декабря 2009 года муниципальная администрация одобрила план реструктуризации на общую сумму 40 миллионов евро с целью адаптации стадиона к правилам УЕФА. Предварительный проект включает в себя реконструкцию раздевалок и входных туннелей, расширение крыши, ликвидацию легкоатлетической дорожки, изменение внешнего вида сооружения и развитие общественных услуг, таких как бары, магазины и рестораны. Проект не был реализован и находится в замороженном состоянии.

## Средняя посещаемость
| Сезон     | Эллас Верона | Серия | Кьево Верона | Серия |
| --------- | ------------ | ----- | ------------ | ----- |
| 1994/95   | 10,015       | B     | 4,335        | B     |
| 1995/96   | 13,371       | B     | 5,120        | B     |
| 1996/97   | 20,456       | A     | 5,156        | B     |
| 1997/98   | 9,846        | B     | 4,135        | B     |
| 1998/99   | 11,376       | B     | 3,264        | B     |
| 1999/2000 | 18,141       | A     | 2,680        | B     |
| 2000/01   | 17,777       | A     | 5,139        | B     |
| 2001/02   | 18,381       | A     | 16,061       | A     |
| 2002/03   | 11,163       | B     | 16,902       | A     |
| 2003/04   | 10.667       | B     | 14,868       | A     |
| 2004/05   | 11,495       | B     | 12,103       | A     |
| 2005/06   | 9,037        | B     | 8,589        | A     |
| 2006/07   | 8,589        | B     | 6,719        | A     |
| 2007/08   | 11,543       | C1    | 7,276        | B     |
| 2008/09   | 10.932       | C1    | 13,352       | A     |